# Величина вектора ошибки
Величина вектора ошибки в цифровых системах коммуникации — один из самых распространённых критериев качества модуляции, который вычисляется в виде вектора разницы между значениями эталонного и принимаемого сигнала. Рассчитанный вектор чувствителен к любым искажениям сигнала, которые отражаются на его амплитудной и фазовой компонентах. Как правило, при вычислении вектора ошибки систематические погрешности (например — сдвиг постоянной компоненты тока или напряжения, фазовая или амплитудная разбалансировка и т. п.) не учитываются и требуют предварительной корректировки. В результате на оцифрованном сигнале должны остаться дискретные помехи в приёмном и опорном трактах, шумы и фазовые искажения.